# ヴァヴァウ諸島

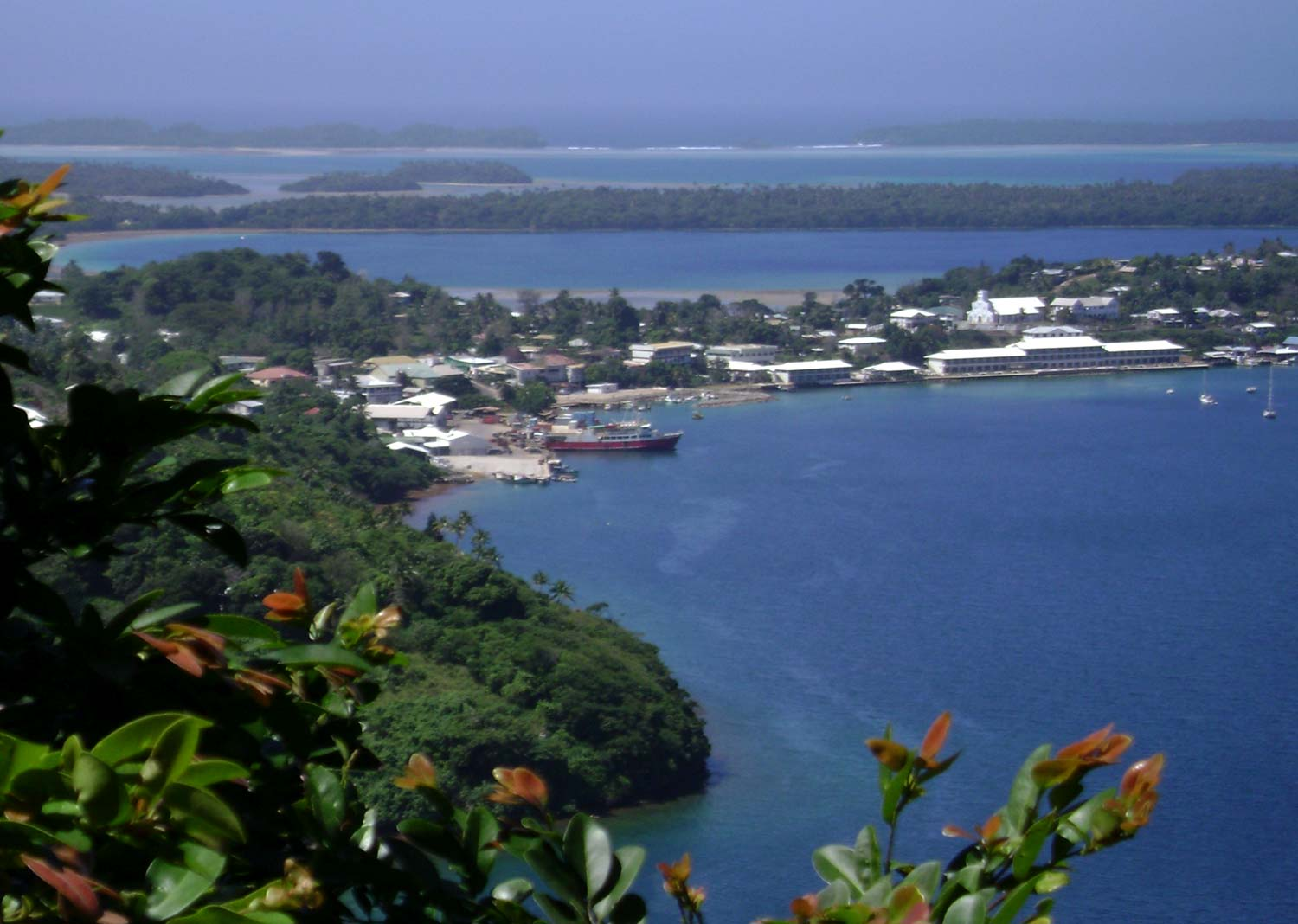
ネイアフとフンガミシ村

ヴァヴァウ諸島(Vavaʻu)は、トンガの諸島。トンガの主島トンガタプ島の北275kmに位置し、ヴァヴァウ本島とそれをとりまく40ほどの島々からなる。ヴァヴァウは火山島のため起伏が激しく、入り組んだ海岸線を持ち良港を形成する。ヴァヴァウの最高地点は海抜204mである。中心都市はヴァヴァウ本島南部にあるネイアフで、世界有数の良港を持ち、首都ヌクアロファに次ぐトンガ第2の都市となっている。また、美しい風景と良港に惹かれた観光客も訪れ、特にヨットなどマリンスポーツが盛んである。

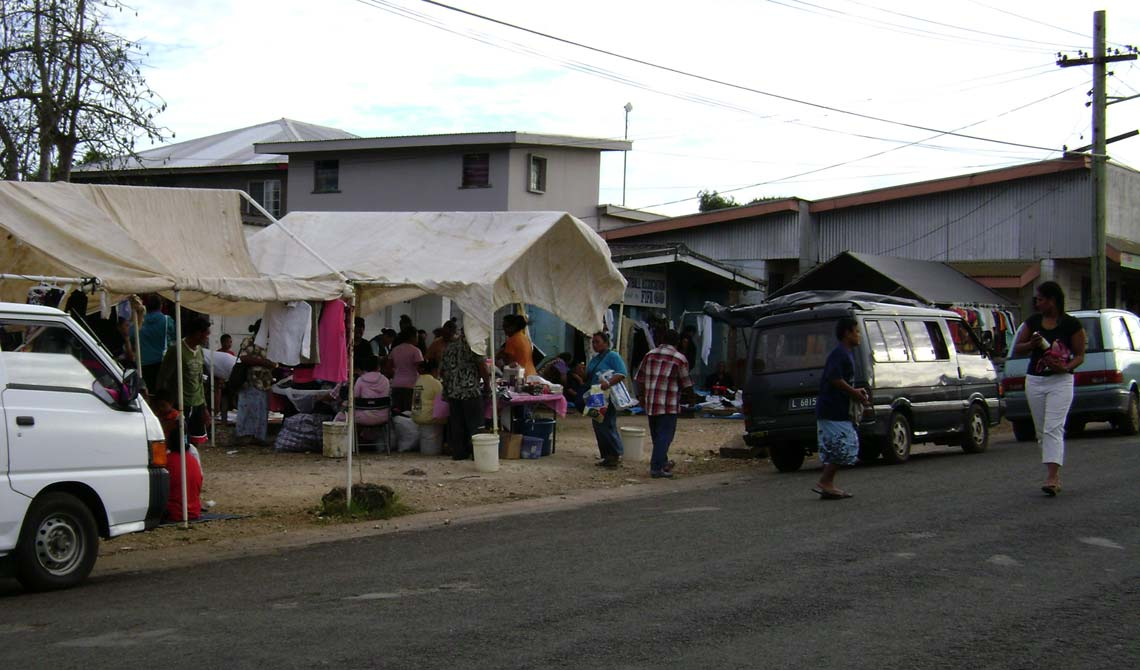
ネイアフの市場

ヴァヴァウにはじめてきたヨーロッパ人はドン・フランシスコ・アントニオ・モレルで、1781年2月のことであった。ジェームズ・クックはこの島を彼より10年前に知っていたが、その前に訪れたハアパイ諸島で人々がヴァヴァウにはよい港がなく行くのが困難であるといったため、クックはそのアドバイスに留意してこの島を訪れなかった。しかし、その後この島を訪れたモレルは火山活動によって形成された天然の良港を目の当たりにすることになった。続いて1793年にはアレッサンドロ・マラスピーナがこの島を訪れて一ヶ月滞在し、モレルと同じくこの島のスペイン領有権を主張した。1839年には、トンガ国王トゥポウ1世がヴァヴァウにてヴァヴァウ法を制定した。
2006年、ヴァヴァウ諸島の南西で活発な火山活動を行っていたホームリーフ海底火山で地面が隆起し、ヴァヴァウ南東に新島が誕生した。
2009年7月にホン・ルアニがヴァヴァウの知事に任命されていたが、2010年5月12日に急死した
。